# Petru Rareș (okręg Giurgiu)
Petru Rareș – wieś w Rumunii, w okręgu Giurgiu, w gminie Izvoarele. W 2011 roku liczyła 160 mieszkańców.